# تاتیانا وینبرگا
تاتیانا وینبرگا (انگلیسی: Tatyana Veinberga; ۴ سپتامبر ۱۹۴۳ – ۳ آوریل ۲۰۰۸) بازیکن والیبال اهل اتحاد جماهیر شوروی سوسیالیستی بود.